# Condorcet (Drôme)
Condorcet település Franciaországban, Drôme megyében. Lakosainak száma 506 fő (2022. január 1.). Condorcet Saint-Ferréol-Trente-Pas, Aubres, Eyroles, Les Pilles és Teyssières községekkel határos.

## Népesség
A település népességének változása:
| Lakosok száma | 224  | 340  | 386  | 458  | 481  | 474  | 486  | 499  | 500  | 506  |
|               | 1968 | 1982 | 1990 | 2006 | 2013 | 2015 | 2017 | 2019 | 2020 | 2022 |